# Angelo Pozzi
Angelo Pozzi (Monza, 22 novembre 1895 – Monza, 29 ottobre 1968) è stato un arbitro di calcio e dirigente sportivo italiano.
È stato erroneamente citato come arbitro di Mantova e Treviglio, ma lui non aveva mai lasciato Monza ed era iscritto fra gli arbitri di Monza e citato negli elenchi del C.I.T.A. quale arbitro di Monza.

## Biografia
Fu uno dei fondatori degli arbitri di Monza che nel 1928 si costituirono come sottosezione monzese del Gruppo Arbitri Milanesi "Umberto Meazza" con Luigi Pirovano, Attilio Paleari, Emilio Gariboldi, Marco Confalonieri, Angelo Venuto Perego ed Enrico Baragiotta. Mentre lui Gariboldi e Paleari fecero il corso aspiranti arbitri federale, tutti gli altri iniziarono ad arbitrare nel 1925 alla costituzione del Comitato U.L.I.C. Brianteo di Monza e, solo successivamente nel 1928, furono inseriti nel ruoli del C.I.T.A. frequentando uno dei primi corsi indetti dal Gruppo Arbitri Milanesi.

### Arbitro
Inizia ad arbitrare nel 1919, quale tesserato per l'A.C. Monza. Già nel 1920 l'Associazione Italiana Arbitri gli conferisce il distintivo d'argento per essersi distinto nella stagione sportiva 1919-1920.
All'inizio della stagione 1924-1925 la Commissione Tecnica che gestiva gli arbitri della Lega Nord lo promuove da arbitro regionale ad arbitro federale mandandolo a dirigere le partite di Seconda Divisione. La stagione successiva è abilitato alla conduzione delle gare di Prima Divisione esordendo dirigendo la partita Mantova-Sampierdarenese (1-1) del 6 dicembre 1925.
Il 24 novembre 1927 è tra i fondatori del Gruppo Arbitri Milanesi "Umberto Meazza", presieduto da Alberto Crivelli.

Nel 1928 viene costituito il SottoGruppo Arbitri di Monza, che fu riconosciuto dal C.I.T.A. soltanto nel 1932.
Terminò l'attivitò arbitrale nel 1929 e gli fu attribuito l'attestato di benemerenza.
Dopo la fine del conflitto mondiale fu eletto presidente del Comitato di Lega Giovanile di Monza per la stagione 1947-1948, carica che mantenne fino alla fine della stagione 1951-1952.